# Nuggets de Denver (1949-1950)
Pour le club évoluant actuellement en NBA, voir Nuggets de Denver.
Les Nuggets de Denver (Denver Nuggets en anglais) sont une équipe de basket-ball américaine disparue en 1951, qui a évolué durant la saison 1949-50 en NBA. Ce club a connu un parcours chaotique en 16 ans d'existence en évoluant dans 4 ligues et 2 villes différentes, et avec pas moins de 8 changements de nom durant son existence.

## Historique

### Débuts amateurs en AAU
L’équipe est fondée en 1935 sous le nom de Denver Safeway-Piggly Wigglys. Elle évolue dans le championnat amateur de l’American Athletic Union Basketball (AAU), ligue où elle évoluera pendant treize ans avec d'excellents résultats : champion en 1937, 1939 et 1942, le club est également finaliste en 1938, 1940, 1943, 1944, 1945, 1948.
Le club est porté par le duo composé du pivot Ace Gruenig et de l'arrière-ailier Jack McCracken pendant une décennie, de 1935 à 1945. Les deux seront nommés au Hall of Fame.
En 1948-49, le club quitte le statut amateur pour rejoindre la National Basketball League. Mais après une saison, la NBL fusionne avec la BAA, une ligue de basket concurrente, pour donner naissance à la National Basketball Association.

### NBA
En 1949-50, les Nuggets n’obtiennent que 11 victoires pour 51 défaites (17,7%) et finissent bons derniers de la première saison de l'histoire de la ligue.
L’équipe est entraînée par l'entraîneur-joueur Jimmy Darden, issu de l’université de Denver, qui est le septième meilleur marqueur de l’équipe. Le meilleur marqueur et passeur de l’équipe est Kenny Sailors, qui réalise la meilleure saison de sa carrière en NBA avec 17,3 points et 4 passes décisives de moyenne.

### L'effondrement en NPBL
À la fin de cette saison, les Nuggets quittent la NBA pour rejoindre une nouvelle ligue : la NPBL (National Professional Basketball League). La saison est chaotique : L'équipe, renommée en Denver Refiners, obtient des résultats corrects (18 victoires pour 16 défaites) mais déménage en cours de saison à Evansville avec une équipe complètement nouvelle. Plusieurs matchs sont annulés et quatre équipes arrêtent en cours de saison. Finalement, la NPBL ferme finalement ses portes sans même avoir fini sa saison. Le club n'en survivra pas et met lui aussi un terme à son activité.

### Les Denver Nuggets d'aujourd'hui
En 1974, lors de la fusion de l’ABA avec la NBA, les Rockets de Denver (qui arrivaient d'ABA), durent changer de nom : Rockets était déjà pris par Houston. Ils prirent le nom de Nuggets de Denver, en hommage au premier club de basket de cette ville.

## Tableau récapitulatif
Le tableau synthétise l’histoire du club saison après saison à travers ses changements de ligue et de noms.
| Année   | Ligue | Nom du club                   |
| ------- | ----- | ----------------------------- |
| 1935-36 | AAU   | Denver Safeway-Piggly Wigglys |
| 1936-38 | AAU   | Denver Safeway Stores         |
| 1939-40 | AAU   | Denver Nuggets                |
| 1941-44 | AAU   | Denver American Legion        |
| 1945-46 | AAU   | Denver Ambrose Jellymakers    |
| 1947-48 | AAU   | Denver Nuggets                |
| 1948-49 | NBL   | Denver Nuggets                |
| 1949-50 | NBA   | Denver Nuggets                |
| 1950-51 | NPBL  | Denver Frontier Refiners      |
| 1950-51 | NPBL  | Evansville Agogans            |

## Palmarès

### AAU
- Champion en 1937, 1939 et 1942
- Finaliste en 1938, 1940, 1943, 1944, 1945, 1948